# Cuculus rochii
Il cuculo del Madagascar (Cuculus rochii Hartlaub, 1863) è un uccello della famiglia Cuculidae.

## Distribuzione e habitat
Questo uccello vive in Africa, in Repubblica Democratica del Congo, Madagascar, Ruanda, Uganda, Malawi, Zambia. È di passo in Burundi e Sudafrica.

## Tassonomia
Cuculus rochii non ha sottospecie, è monotipico.